# Prva liga Jugoslavije (1950)
Prva liga Jugoslavije (1950) było 22. edycją najwyższej piłkarskiej klasy rozgrywkowej w Jugosławii. W rozgrywkach brało udział 10 zespołów, grając systemem kołowym. Tytułu nie obroniła drużyna Partizan Belgrad. Nowym mistrzem Jugosławii został zespół Hajduk Split. Tytuł króla strzelców zdobył Marko Valok, który w barwach drużyny Partizan Belgrad strzelił 17 goli.

## Tabela końcowa
| Lp. | Drużyna                | M  | Z  | R | P  | Bramki | Bramki | Różn. | Pkt | Uwagi                 |
| --- | ---------------------- | -- | -- | - | -- | ------ | ------ | ----- | --- | --------------------- |
| 1   | Hajduk Split (M)       | 18 | 10 | 8 | 0  | 28     | 13     | +15   | 28  |                       |
| 2   | FK Crvena zvezda       | 18 | 12 | 2 | 4  | 44     | 18     | +26   | 26  |                       |
| 3   | Partizan Belgrad       | 18 | 12 | 2 | 4  | 46     | 19     | +27   | 26  |                       |
| 4   | Dinamo Zagrzeb         | 18 | 9  | 4 | 5  | 23     | 17     | +6    | 22  |                       |
| 5   | FK Sarajevo            | 18 | 7  | 3 | 8  | 30     | 27     | +3    | 17  |                       |
| 6   | Naša Krila Zemun       | 18 | 5  | 4 | 9  | 18     | 29     | −11   | 14  | 0Rozwiązanie klubu0 1 |
| 7   | BSK Belgrad            | 18 | 4  | 6 | 8  | 19     | 32     | −13   | 14  |                       |
| 8   | Lokomotiva Zagrzeb     | 18 | 4  | 5 | 9  | 18     | 28     | −10   | 13  |                       |
| 9   | Spartak Subotica       | 18 | 3  | 4 | 11 | 15     | 29     | −14   | 10  | 01951 Vtora liga0     |
| 10  | Budućnost Titograd (S) | 18 | 3  | 4 | 11 | 15     | 44     | −29   | 10  | 01951 Vtora liga0     |